# Kinoteatr Apollo
Kinoteatr Apollo – działające w Białymstoku do 1939 roku kino żydowskie. Obecnie w budynku kina przy ul. Sienkiewicza 22 mieści się m.in. księgarnia, szkoła językowa i apteka.
Budynek wpisany jest do rejestru zabytków pod nr rej.: A-220 z 30.03.1987.

## Historia
Kino należało do Fromy i Benjamina Wajnsztadtów. Budynek wyróżniał się jedną z największych w mieście sal, która mogła pomieścić 800 osób. Kinoteatr przeszedł do historii po projekcji filmu Ben Hur z Ramónem Novarro, który wywołał negatywną reakcję lokalnej prasy żydowskiej. Zagraniczni korespondenci pisali fikcyjne historie o zdemolowaniu kina, porwaniu właścicieli, spaleniu filmu na stosie i ogłoszeniu w mieście stanu wyjątkowego spowodowanego rozruchami ulicznymi.
Budynek kinoteatru Apollo jest jednym z punktów otwartego w czerwcu 2008 r. Szlaku Dziedzictwa Żydowskiego w Białymstoku opracowanego przez grupę doktorantów i studentów UwB – wolontariuszy Fundacji Uniwersytetu w Białymstoku.